# Estados xãs
Este artigo é sobre os Estados principescos históricos habitados pelo povo xã (Tai). Para os Estados xãs siameses, veja Lanna. Para os Estados xãs laosianos, veja Lan Xang. Para o atual sucessor dos Estados xãs birmaneses, veja Xã (estado).
Os Estados xãs (1885–1948) eram uma coleção de reinos xãs menores chamados mueang (cidade-Estado) cujos governantes ostentavam o título de saopha na Birmânia britânica. Eles eram análogos aos Estados principescos da Índia britânica.
O termo “Estados xãs” foi usado pela primeira vez durante o domínio britânico na Birmânia como uma designação geopolítica para certas áreas da Birmânia (oficialmente, os Estados xãs federados, que incluíam os Estados karenni, consistiam no atual estado Xã e no estado Caiá). Em alguns casos, os Estados xãs siameses foram usados para se referir a Lanna (norte da Tailândia) e os Estados xãs chineses às regiões xãs no sul de Iunã, como Xishuangbanna.
A menção histórica dos Estados xãs dentro dos limites atuais da Birmânia começou durante o período da dinastia de Pagã; o primeiro grande Estado xã daquela época foi fundado em 1215 em Mogaung, seguido por Mong Nai em 1223. Estes faziam parte da maior migração tai que fundou o Reino de Ahom em 1229 e o Reino de Sucotai em 1253. O poder político xã aumentou depois que os mongóis invadiram Pagã em 1287 e os xãs passaram a dominar muitas das áreas do norte ao leste da Birmânia — do noroeste da região de Sagaingue às atuais colinas Xã. Os recém-fundados Estados xãs eram estados multiétnicos que incluíam um número substancial de outras minorias étnicas, como os chin, palaung, lisu, pa-O, cachins, wa e birmanes.
Os Estados xãs foram uma força dominante na política da Alta Birmânia ao longo dos séculos XIII a XVI. Os Estados xãs mais fortes, Mongkawng, Mongyang e Hsenwi, constantemente invadiam a Alta Birmânia. Mogaung acabou com os reinos de Sagaingue e Pinya em 1364. A Confederação dos Estados xãs, liderada por Mohnyin, capturou o Reino de Ava em 1527 e governou a Alta Birmânia até 1555.
Os Estados xãs estavam muito fragmentados para resistir à invasão de vizinhos maiores. No norte, a dinastia chinesa Ming anexou a atual Iunã na década de 1380, eliminando a resistência final xã na década de 1440. No sul, a dinastia Taungû capturou todos os Estados xãs que se tornariam conhecidos como Estados xãs birmaneses em 1557. Embora os Estados xãs estivessem sob a suserania dos reinos birmaneses baseados no vale do rio Irauádi, os saophas (chefes) xãs mantiveram um grande grau de autonomia.
Quando a Birmânia conquistou a independência em 1948, os Estados Federados xãs tornaram-se o estado Xã e o estado Caiá da União da Birmânia com o direito de se separar da União. No entanto, os Estados xãs e os direitos hereditários dos saophas foram removidos pelo governo militar do general Ne Win em 1962.

## Estados históricos
A maioria dos Estados xãs eram apenas pequenos principados organizados em torno da principal cidade da região. Eles desempenhavam um papel precário de fidelidade a Estados mais poderosos, às vezes simultaneamente. Estados menores, como Loi-ai, Monghsat e Monghsu, prestaram fidelidade a Estados xãs mais poderosos, como Yawnghwe, Kengtung e Hsenwi. Os maiores Estados xãs, por sua vez, prestaram homenagem a vizinhos maiores, como Ava, o Reino da Birmânia e a China.
Alguns dos principais Estados xãs foram:
- Hsenwi
- Hsipaw
- Kengcheng
- Kengtung
- Mongpai
- Mongkawng (Mogaung)
- Mongmit
- Mongpawn
- Mongnai
- Yawnghwe
- Wanmaw (Bhamo)

## História
A história inicial dos Estados xãs está obscurecida pelo mito. A maioria dos Estados alegou ter sido fundada em um Estado predecessor com um nome sânscrito Shen/Sen. As crônicas de Tai Yai geralmente começam com a história de dois irmãos, Khun Lung e Khun Lai, que desceram do céu no século VI e desembarcaram em Hsenwi, onde a população local os saudou como reis.
O povo xã habitou as colinas Xã e outras partes do norte da Myanmar moderna desde o século 10 d.C. O reino xã de Möng Mao (Muang Mao) existia em Iunã já no século 10 d.C., mas tornou-se um Estado vassalo birmanês durante o reinado do rei Anawrahta de Pagã (1044–1077).

### Período da dinastia de Pagã
A relevância histórica dos Estados xãs dentro dos limites atuais de Myanmar aumentou durante o período do Reino de Pagã nas colinas Xã e Kachin e acelerou após a queda do Reino de Pagã para a dinastia Iuã em 1287. Os xãs, incluindo uma nova migração que veio com os mongóis, rapidamente passou a dominar uma área do norte do estado de Chin e noroeste da região de Sagaingue até as atuais colinas Xã. Os recém-fundados Estados xãs eram Estados multiétnicos que incluíam um número substancial de outras minorias étnicas como os chins, palaungues, pa-Os, cachins, akhas, lahus, was e birmanes. Os Estados xãs mais poderosos foram: Mohnyin (Mong Yang) e Mogaung (Mong Kawng) no atual estado de Cachim, seguidos por Theinni (Hsenwi), Thibaw (Hsipaw), Momeik (Mong Mit) e Kyaingtong (Keng Tung) no norte do atual estado de Xã.

### Confederação dos Estados xãs
A Confederação dos Estados xãs eram um grupo de Estados xãs que conquistaram o Reino de Ava em 1527 e governaram a Alta Birmânia até 1555. A Confederação originalmente consistia em Mohnyin, Mogaung, Bhamo, Momeik e Kale. Foi liderado por Sawlon, o chefe de Mohnyin. A Confederação invadiu a Alta Birmânia no início do século XVI (1502-1527) e travou uma série de guerras contra Ava e seu aliado xã, o Estado de Thibaw (Hsipaw). A Confederação finalmente derrotou Ava em 1527 e colocou o filho mais velho de Sawlon, Thohanbwa, no trono de Ava. Thibaw e seus afluentes Nyaungshwe e Mobye também vieram para a confederação.
A Confederação ampliada estendeu sua autoridade até Prome (Pyay) em 1533, derrotando seu antigo aliado Reino de Prome porque Sawlon sentiu que Prome não forneceu ajuda suficiente em sua guerra contra Ava. Após a guerra de Prome, Sawlon foi assassinado por seus próprios ministros, criando um vácuo de liderança. Embora o filho de Sawlon, Thohanbwa, naturalmente tentasse assumir a liderança da Confederação, ele nunca foi totalmente reconhecido como o primeiro entre iguais por outros saophas.
Uma confederação incoerente negligenciou a intervenção nos primeiros quatro anos da Guerra Taungû-Hanthawaddy (1535-1541) na Baixa Birmânia. Eles não apreciaram a gravidade da situação até 1539, quando Taungû derrotou Hanthawaddy e se voltou contra seu vassalo Prome. Os saophas finalmente se uniram e enviaram uma força para socorrer Prome em 1539. No entanto, a força combinada não teve sucesso em manter Prome contra outro ataque de Taungû em 1542.
Em 1543, os ministros birmaneses assassinaram Thohanbwa e colocaram Hkonmaing, o saopha de Thibaw, no trono de Ava. Os líderes de Mohnyin, liderados por Sithu Kyawhtin, sentiram que o trono de Ava era deles. Mas à luz da ameaça de Taungû, os líderes de Mohnyin concordaram relutantemente com a liderança de Hkonmaing. A Confederação lançou uma grande invasão da Baixa Birmânia em 1543, mas suas forças foram repelidas. Em 1544, as forças de Taungû avançaram até Pagã. A confederação não tentaria outra invasão. Depois que Hkonmaing morreu em 1546, seu filho Mobye Narapati, o saopha de Mobye, tornou-se rei de Ava. As brigas da confederação recomeçaram com força total. Sithu Kyawhtin estabeleceu um feudo rival em Sagaingue do outro lado do rio de Ava e finalmente expulsou Mobye Narapati em 1552.
A Confederação enfraquecida provou não ser páreo para as forças de Taungû de Bayinnaung. Bayinnaung capturou Ava em 1555 e conquistou todos os Estados xãs em uma série de campanhas militares de 1556 a 1557.

### Domínio britânico na Birmânia

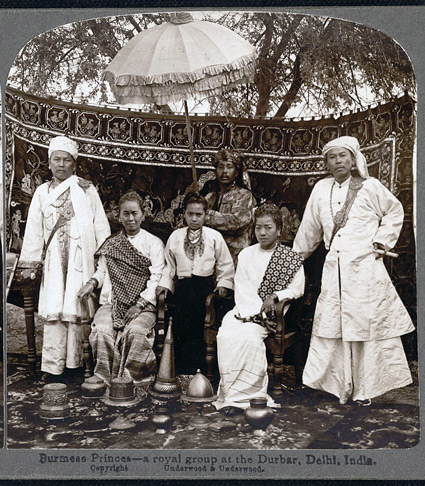
Dois saophas xãs com suas esposas sentadas entre eles em Nova Deli em homenagem a Eduardo VII

Em 1885, após três guerras que anexaram várias partes da Birmânia ao seu império, os britânicos finalmente ocuparam todo o território da atual Myanmar. A área tornou-se então uma Província da Índia Britânica.
Sob a administração colonial britânica, os Estados xãs tornaram-se Estados principescos nominalmente soberanos. Embora os Estados fossem governados por monarcas locais, eles estavam sujeitos a uma aliança subsidiária sob a supremacia da Coroa britânica.
Com respeito à última fase do domínio britânico, os Estados xãs e karenni foram rotulados como “Áreas de Fronteira”, uma ampla designação para áreas montanhosas que fazem fronteira com a Índia, a China e o Laos, onde o governo britânico permitiu o domínio local. Em 1922, os Estados xãs foram unidos em uma Federação, os Estados xãs federados. Eles foram administrados separadamente pelo Serviço de Fronteira da Birmânia pelos Superintendentes de Assistência Britânicos, posteriormente renomeados como Residentes Assistentes.
Em 1935, as Áreas Fronteiriças foram divididas em “Áreas Excluídas” e “Áreas Parcialmente Excluídas” — também conhecidas como “Áreas Parte I” e “Áreas Parte II” — através da Lei do Governo da Birmânia.

## Estados xãs chineses

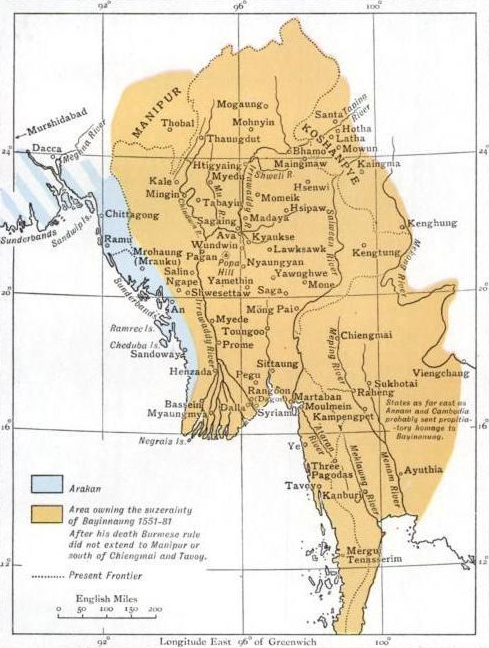
Mapa do Reino Toungoo com o Koshanpye no NE

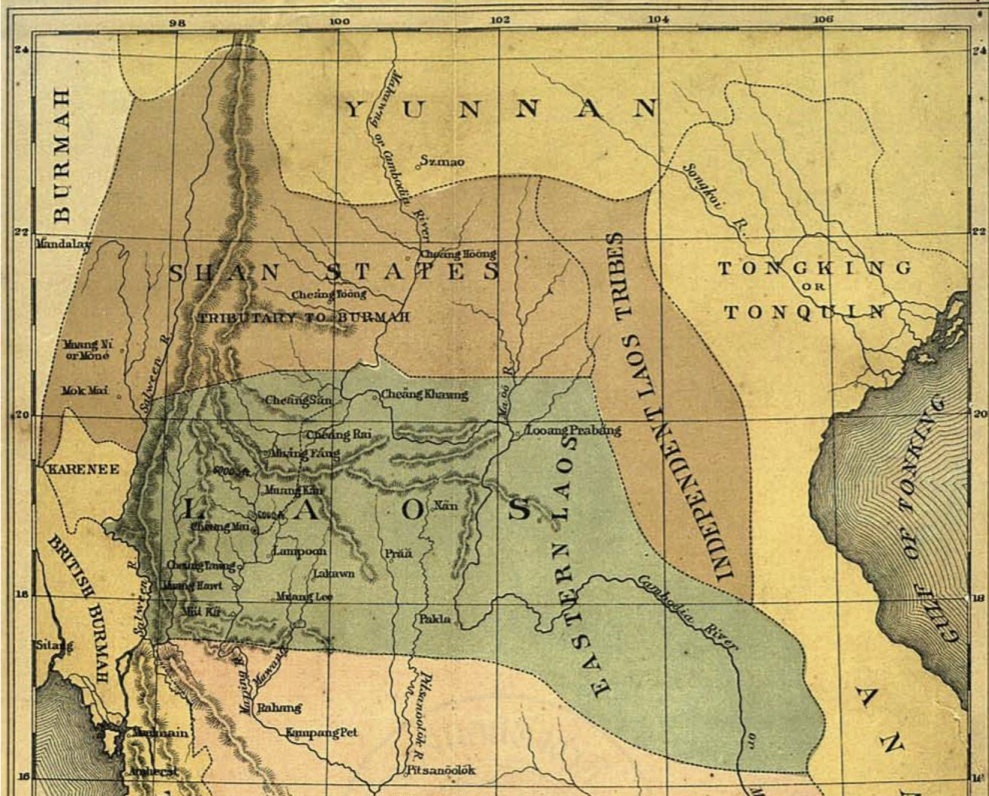
Mapa do século XIX, incluindo os Estados xãs chineses

Os Estados xãs chineses eram pequenos Estados ou pequenos territórios de pessoas xãs governados por monarcas locais sob a suserania da China. Eles também eram conhecidos como Koshanpye ou “Nove Estados xãs”. Os principais Estados eram Mönglem (Mainglengyi, Maing-ying, Mong Lien), Möngmāu (Mong Mao), Hsikwan (Si-gwin), Möngnā (Ganya), Sandā (Zhanda, Mong-Santa), Hosā (Ho Hsa, Hotha) , Lasā (Mong Hsa, La Hsa), Möngwan (Mong Wan, Mo-wun), Möngmyen (Mong Myen, Momien, Momein/Tengyue) e Köng-ma (Küngma, Kaing-ma, Kengma, Gengma), entre outros, além de Keng Hung (Chiang Hung).
A maior parte da história desses pequenos Reinos tai (Dai) é obscura. As crônicas e tradições existentes sobre os Estados xãs mais ao norte incluem nomes e datas conflitantes que levaram a diferentes interpretações. Segundo a tradição antiga, havia um Estado de Pong que teve sua origem no lendário reino de Udiri Pale, fundado em 58 a.C. A crônica Cheitharol Kumbaba do Reino de Manipur — escrita muito mais tarde — menciona uma aliança entre o Estado de Kangleipak e o Reino de Pong. Este reino quase lendário também é mencionado entre as conquistas de Anawrahta, o rei de Pagã. Alguns estudiosos identificam o Reino de Pong com Möng Mao, bem como com o reino de Luh Shwan mencionado nas crônicas chinesas.
Estados vassalos aos impérios mais poderosos da China, esses Estados xãs ganharam uma certa independência no vácuo de poder deixado depois que o Reino de Dali em Iunã caiu para a dinastia Iuã. Por volta do século XVII, os territórios desses Estados xãs periféricos foram fundidos nos territórios centrais das dinastias chinesas, seus governantes sendo autorizados a manter uma grande medida de autoridade sob o sistema Tǔsī Zhìdù () de chefia reconhecida. Em meados do século XVIII, os exércitos da dinastia Konbaung lideraram uma série de guerras contra a dinastia chinesa Qing, após a qual oito dos Estados xãs chineses foram brevemente ocupados pelo Reino da Birmânia, mas todos esses Estados xãs mais ao norte permaneceram sob domínio chinês depois disso.
Os ex-Estados xãs chineses agora fazem parte da província de Iunã. Sob a administração chinesa, o estatuto do povo xã nos Estados xãs chineses foi reduzido quando eles foram rotulados como uma “minoria”. Assim, eles se tornaram mais uma entre as outras minorias étnicas naquela área da atual Iunã, como os lahu e os va.